# Tyrozyna
Tyrozyna (Tyr lub Y) – organiczny związek chemiczny. Stereoizomer L jest jednym z 20 podstawowych aminokwasów białkowych. Nazwa tyrozyna pochodzi od gr. tyros – ser. Łańcuch boczny tyrozyny stanowi niepolarny pierścień aromatyczny z przyłączoną w pozycji „para” grupę hydroksylową (–OH), połączony z atomem węgla α przez mostek metylenowy.
Tyrozyna spełnia ważne biologiczne zadania jako wewnątrzkomórkowy przekaźnik (może być fosforylowana przez kinazy białkowe), a także jest prekursorem ważnych hormonów i biologicznie czynnych substancji (tyroksyna, trójjodotyronina, adrenalina, noradrenalina oraz dopamina).
Jest ona aminokwasem endogennym, tzn. organizm ludzki oraz większość zwierząt jest w stanie syntetyzować go pod warunkiem dostatecznego zaopatrzenia w fenyloalaninę, od której tyrozyna różni się obecnością jednej grupy hydroksylowej.
Tyrozynę można też traktować jako pochodną fenyloetyloaminy, aczkolwiek w biochemicznych cyklach syntetycznych nie powstaje ona z tego związku. W praktyce laboratoryjnej również nie produkuje się jej z fenyloetyloaminy, gdyż prościej można ją otrzymać przez hydrolizę odpowiednich białek.
Tyrozyna jest bardzo istotna dla prawidłowego funkcjonowania tarczycy i przysadki mózgowej. Brak tego aminokwasu wywołuje niedoczynność tarczycy, co może objawiać się w postaci zmęczenia i wyczerpania. Zmniejszenie ilości tyrozyny w organizmie powoduje niedobór norepinefryny i dopaminy, co może wywoływać depresję.